# Asta Jasiūnienė
Asta Jasiūnienė (* 19. August 1963 in Stačiūnai, Rajongemeinde Pasvalys) ist eine litauische Politikerin, Bürgermeisterin der Rajongemeinde Pakruojis.

## Leben
Nach dem Abitur absolvierte sie 1985 das Diplomstudium der Buchhaltung der Landwirtschaft an der Lietuvos žemės ūkio akademija und wurde Ökonomin.
1986 arbeitete sie im „Jaunoji gvardija“-Kolchos, danach in Pamūšis, im Amtsbezirk Pašvitinys als Leiterin des Agraramts. Von 2007 bis 2012 leitete sie als Direktorin die Kommunalverwaltung der Rajongemeinde Pakruojis. Von 2012 bis 2015 war sie Bürgermeisterin der Rajongemeinde Pakruojis. Von 2015 bis 2019 war sie die Vertreterin der litauischen Regierung im Bezirk Šiauliai.
Ab 1990 war sie Mitglied der Lietuvos demokratinė darbo partija, ab 2001 der Lietuvos socialdemokratų partija, Lietuvos socialdemokračių moterų sąjunga.